# Виногоров, Георгий Романович
Георгий Романович Виногоров (укр. Георгій Романович Виногоров; 14 августа 1899, Харьков — после 1970) — советский украинский учёный, химик, профессор. Декан химического факультета (1943—1944) и заведующий кафедрой неорганической химии Харьковского государственного университета (1935—1954). Основное направление деятельности — физико-химический анализ металлов и сплавов, также занимался вопросами цветной фотографии.

## Биография
Георгий Виногоров родился 14 августа 1899 года в Харькове. Образование получал в 1-й Харьковской гимназии,⁣ которую окончил в 1917 году. Сразу поступил на химическое отделение Императорского Харьковского университета. Ещё будучи студентом, стал преподавать химию, как ассистент кафедры неорганической химии. В 1923 году окончил Харьковский институт народного образования, один из вузов, который образовался после реорганизации университета. Продолжал работать ассистентом на кафедре и преподавал химию математикам, физикам и географам. В 1929 году был назначен доцентом кафедры, а через три года профессором.
Был учеником профессора Георгия Петренко и долгое время работал под его руководством. Виногоров сменил учителя на посту заведующего кафедрой неорганической химии, после того, как Петренко покинул факультет в 1935 году.
Учёная степень кандидата химических наук была присуждена Георгию Виногорову в июне 1937 года решением учёного совета Харьковского государственного университета, а в сентябре 1939 года Высшая аттестационная комиссия СССР присудила ему учёное звание доцента по кафедре неорганической химии.
Во время Великой Отечественной войны остался в Харькове. Для того чтобы выжить во время оккупации, вместе с коллегами наладил производство спичек при университете. После возобновления работы университета, после второго освобождения Харькова, Григорий Виногоров был назначен временным деканом химического факультета. Осенью 1943 года, в освобождённом Харькове, Георгий Виногоров возглавил группу химиков, которые по заказу Харэнерго в течение нескольких суток разработали и изготовили сплавы и флюсы для ремонта лопаток турбин. Благодаря деятельности группы, 27 ноября 1943 года был запущен турбогенератор на Харьковской ГЭС-4 мощностью в 7 тыс. кВт, ⁣ который питал электроэнергией местные предприятия и жилые дома. В конце того же года, при факультете была восстановлена металлографическая лаборатория, которая в то время была единственной в городе. На самодельном прессе работники факультета занимались испытанием металлов по заказу харьковских заводов. Григорий Виногоров руководил факультетом до возвращения в Харьков бывшего декана Леона Андреасова в конце 1944 года.
Виногоров продолжал работать в должности заведующего кафедрой неорганической химии до 1954 года. Химик Борис Красовицкий отмечал, что в послевоенные годы в работу заведующего вмешивался работник кафедры и одновременно секретарь партийного бюро факультета Вячеслав Корниенко. Он пренебрегал Виногоровым из-за его пребывания в оккупированном Харькове и не желанием «серьёзно заниматься» научной деятельностью. С 1954 года Виногоров работал доцентом кафедры, в ноябре 1968 года был переизбран на этом посту, но, из-за сокращения штатов, в сентябре 1970 года был уволен. Тяжело переживал «разлуку» с университетом и умер меньше чем через год.

## Научная деятельность
Георгий Виногоров занимался вопросами физико-химического анализа металлов и сплавов. Он был одним из последних специалистов по неорганической химии на факультете, из-за того, что большинство работников кафедры неорганической химии специализировались в отрасли физической химии. Виногоров знал наизусть свойства многих веществ, исследователи И. Н. Вьюнник и А. В. Чёрный подчёркивали его энциклопедические знания по неорганической химии, особенно в области синтеза неорганических соединений. Также он интересовался вопросами цветной фотографии и под его руководством была написана научная работа по теории и практике цветной фотографии. Однако по характеристике Бориса Красовицкого, «серьёзно заниматься» научной деятельностью Виногоров не хотел.
Георгий Виногоров читал лекции по неорганической химии, на которых использовал поляризационные представления для объяснения стабильности и свойств ионных соединений. Химик Борис Красовицкий, который студентом слушал лекции Виногорова, отмечал, что лектор читал «скучно, но доходчиво». В отличие от лекций его учителя Григория Петренко, который был плохим лектором, студенты успевали записать его слова в конспекты. Поэтому, когда Виногоров заменял на лекциях Петренко, студенты встречали его аплодисментами. Также он читал спецкурс «Синтез и исследование неорганических препаратов» для студентов, специализирующихся на кафедре неорганической химии.
Был заместителем редактора первого научного издания факультета — «Научного бюллетеня». Бюллетень издавался в 1934 году и вышло всего два номера.